# Amazis II.
Amazis II. (ili Ahmose II.; „Mjesec je rođen“) je bio egipatski faraon (570. – 526. pr. Kr.) iz XXVI. dinastije. Prijestolnica mu je bila u Saisu. Smatra se posljednjim velikim egipatskim vladarom prije perzijskog osvajanja.
Prema Herodotu, koji predstavlja glavni izvor biografskih podataka iz antičkog doba, Amazis II. je bio čovjek običnog roda, koji je službom u vojsci faraona Apriesa napredovao do čina generala. Kada je Apries doživio neuspjeh u pokušaju da osvoji grčku koloniju Cirenu u Libiji, među egipatskom vojskom se proširila priča da je faraon namjerno sabotirao pohod s ciljem da oslabi egipatske vojnike na uštrb svojih miljenika, grčkih i karijskih plaćenika. Izbila je pobuna i Amazis je poslan da je uguši, no on se umjesto toga priključio pobunjenicima koji su ga proglasili za kralja, te je u Memfisu uspio zarobiti Apriesa.
Amazis se ispočetka s Apriesom odnosio sa štovanjem. Međutim, nezadovoljni narod je tražio smrt svrgnutog faraona, pa ga je Amazis dao zadaviti. Njegovo truplo je, međutim, sahranjeno sa svim počastima, a Amazis se oženio za kraljevu kći Chedebnitjerbone II. kako bi na taj način očuvao kontinuitet dinastije ali i legitimitet svoje vladavine.
Iako je na vlast došao zbog protugrčkog rasploženja, Amazis je nastavio s progrčkom politikom svojih prethodnika. Grčka kolonija Naukratis je nastavila prosperirati, a Amazis je s čak 1000 talanata zlata pomogao obnovu hrama u Delfima. Kao jednu od svojih supruga je uzeo princezu Ladiku, kći cirenskog kralja Bata III.
Amazisova politika je omogućila Egiptu da prosperira zahvaljujući trgovini s grčkim svijetom. Herodot navodi kako je upravo za vrijeme Amazisove vladavine Egipat stekao ogromno bogatstvo, a niz plodnih godina je omogućio nagli porast stanovništva. Amazis II. je Egiptu omogućio i posrednu kontrolu nad Ciprom.
Međutim, Egipat je pod Amazisovom vladavinom isto tako postao sve manje sposoban obraniti od neprijatelja iz Azije. Godine 567. pr. Kr. Amazis je uspio odbiti posljednji pokušaj babilonskog kralja Nabukodonosora II. da osvoji Egipat. Smrt Nabukodonosora je doveo do postupnog slabljenja babilonske moći, ali je taj vakuum brzo ispunio još opasniji neprijatelj - perzijski kralj Kir Veliki koji je uspio pokoriti Medijsko Carstvo, a potom Krezovu Lidiju i Babiloniju. Nakon toga Egipat je ostao bez svih potencijalnih saveznika i morao se oslanjati na vlastite snage.
Posljednje godine života je Amazis proveo pripremajući se za perzijski napad, no on je došao nekoliko mjeseci nakon njegove smrti. U tom pohodu njegov nasljednik Psamtik III. je poražen, a perzijski kralj Kambiz II. preuzeo vlast nad Egiptom.

## Galerija
- Reljef koji prikazuje Amazisa II. u hramu u Karnaku
- Papirus na demotskom pismu koji potječe iz 35. godine vladavine Amazisa II., izložen u Louvreu
- Darovnica zemlje jednom hramu. Datirana u prvu godinu vladavine Amazisa II., izložena u Louvreu
- Stela datirana u 23. godinu Amazisa, izložena u Louvreu

## Vanjske poveznice
- Amazis II. (enciklopedija Britannica)
- Amazis II. (TourEgypt.net)